# Lago Aluminé
Il lago Aluminé è un lago di origine glaciale situato nella provincia di Neuquén, Argentina, nel dipartimento di Aluminé. È il più settentrionale tra i laghi della regione occupata dal bosco andino patagonico.
La sua superficie è di circa 5.340 ettari ed occupa una valle orientata da ovest verso est, ai piedi del vulcano Batea Mahuida. Fa parte della conca del Río Negro.
Sulla sponda nord si trova la città di villa Pehuenia, insediamento giovane, nato nel decennio del 1990, e dedicata specialmente al turismo. Sempre su queste sponde si trovano vari insediamenti di comunità mapuche, gli abitanti nativi della regione.
È circondato da bellissimi paesaggi di foreste e boschi che non hanno la varietà di specie delle regioni più a sud però sono molto caratteristici per la presenza della specie Araucaria araucana, che cresce elevando le proprie cime oltre quelle delle sottostanti fagacee. Tali boschi non sono sotto la protezione di un parco nazionale e la loro conservazione dipende solamente dalla volontà dei proprietari terrieri della zona. Sulla sponda est del lago e sulle pendici del vulcano Batea Mahuida sono state realizzate grandi piantagioni di pini, di varietà che sono potenzialmente molto competitive rispetto alle Specie locale. Però la maggior parte del bosco originale è ancora conservata integra, inclusa la zona della città di villa Pehuenia.
Il lago possiede una vocazione turistica in piena espansione, specialmente per gli abitanti della città di Neuquén e della provincia di Río Negro, che è collegata a queste zone attraverso la Ruta Nacional Numero 22.
A breve distanza dal lago, in direzione nord-ovest, si trova il Paso Internacional Icalma, che attraversa la Cordigliera delle Ande, e collega la città di Icalma, in Cile, con l'Argentina. Il transito attraverso il passo ha incrementato il turismo nella zona.